# 第100独立機械化旅団 (ウクライナ陸軍)
第100独立機械化旅団（だい100どくりつきかいかりょだん、ウクライナ語: 100-та окрема механізована бригада）は、ウクライナ陸軍の旅団。第9軍団隷下。

## 歴史

### ドンバス戦争

ヴォルィーニ州旗

2018年6月27日、ドンバス戦争の影響に伴い、ウクライナ領土防衛隊第100独立領土防衛旅団としてヴォルィーニ州で創設された。

### ロシアのウクライナ侵攻
2022年2月24日、ロシアのウクライナ侵攻でベラルーシと国境を接する西部ヴォルィーニ州に配備され、ベラルーシとの国境を防御した。

ウクライナ領土防衛隊第100独立領土防衛旅団章
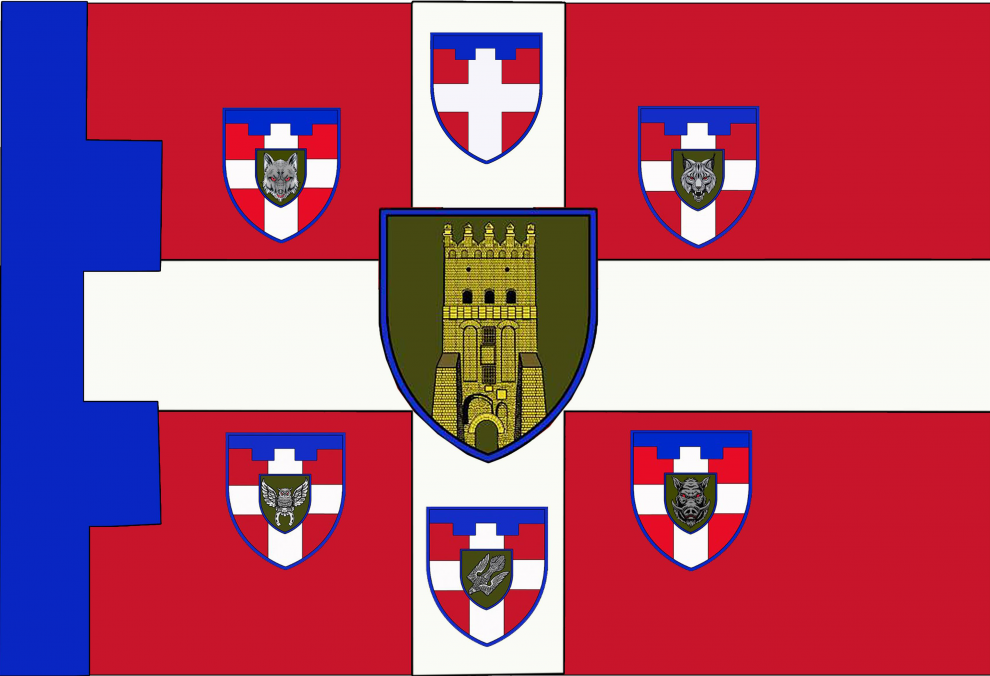
第100独立領土防衛旅団旗

#### 東部・バフムート戦線
2023年3月、第53独立領土防衛大隊が激戦地の東部ドネツィク州バフムート地区に再配置され、バフムート方面を防御した。

#### 東部・スヴァトヴェ-クレミンナ戦線

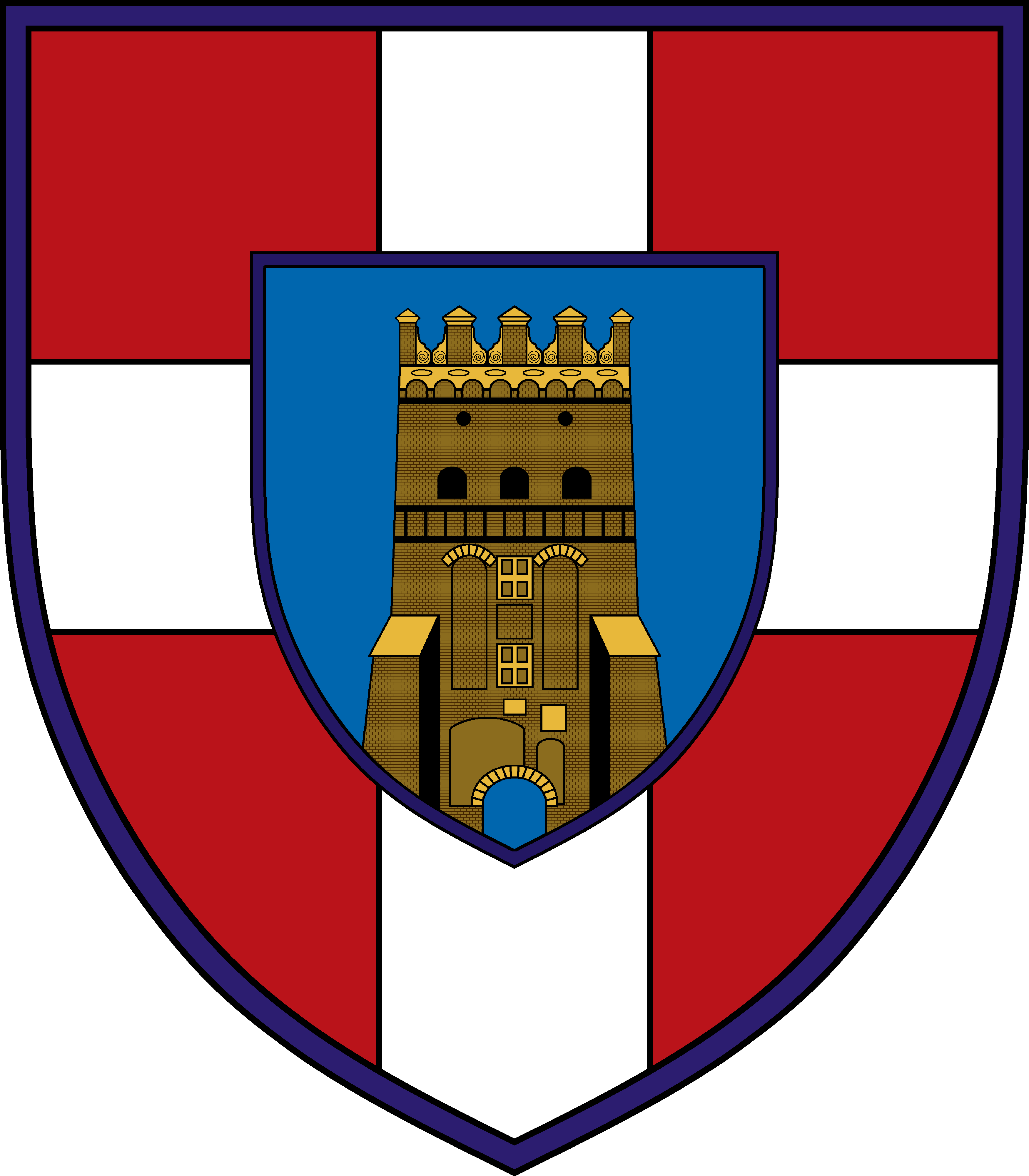
旧第100独立機械化旅団章

2023年4月、東部ルハーンシク州セヴェロドネツィク地区に再配置され、第67独立機械化旅団と共にクレミンナ方面を防御した。団員は西部から東部への派兵となり、近郊の都市でアパートを借りて、2勤2休のローテーションで前線任務に就いた。
2023年6月、第53大隊が東部ルハーンシク州スヴァトヴェ地区に再配置され、クプヤンシク方面を防御した。
2023年7月28日、ウォロディミル・ゼレンスキー大統領より、勇気と勇敢さに対する栄誉賞を授与された。ウクライナ領土防衛隊では初受賞の部隊となった。
2024年3月、ウクライナ陸軍に編入し、機械化に伴い、第100独立機械化旅団に改編された。ウクライナ領土防衛隊の旅団からウクライナ軍の機械化旅団に改編された最初の部隊となった。

#### 東部・アウディーイウカ戦線
2024年4月、激戦地の東部ドネツィク州ポクロウシク地区に再配置され、アウディーイウカ北のオチェレティネ方面を防御した。

#### 東部・バフムート戦線
2024年8月、激戦地の東部ドネツィク州バフムート地区に再配置され、バフムート南のトレツク方面に展開した。
2024年11月、M2ブラッドレー歩兵戦闘車が第100機械化旅団の第1機械化大隊に配備された。

## ギャラリー

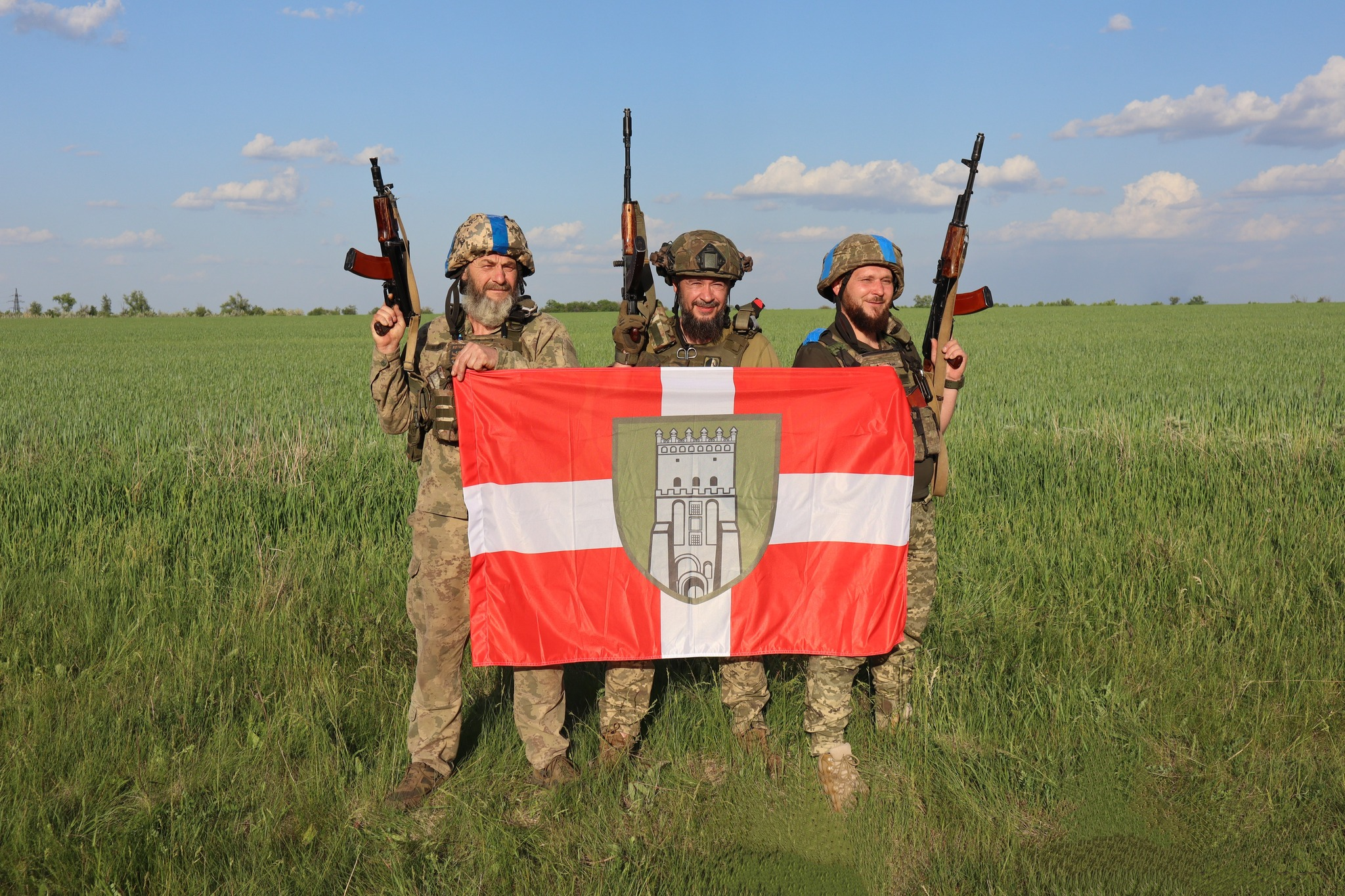
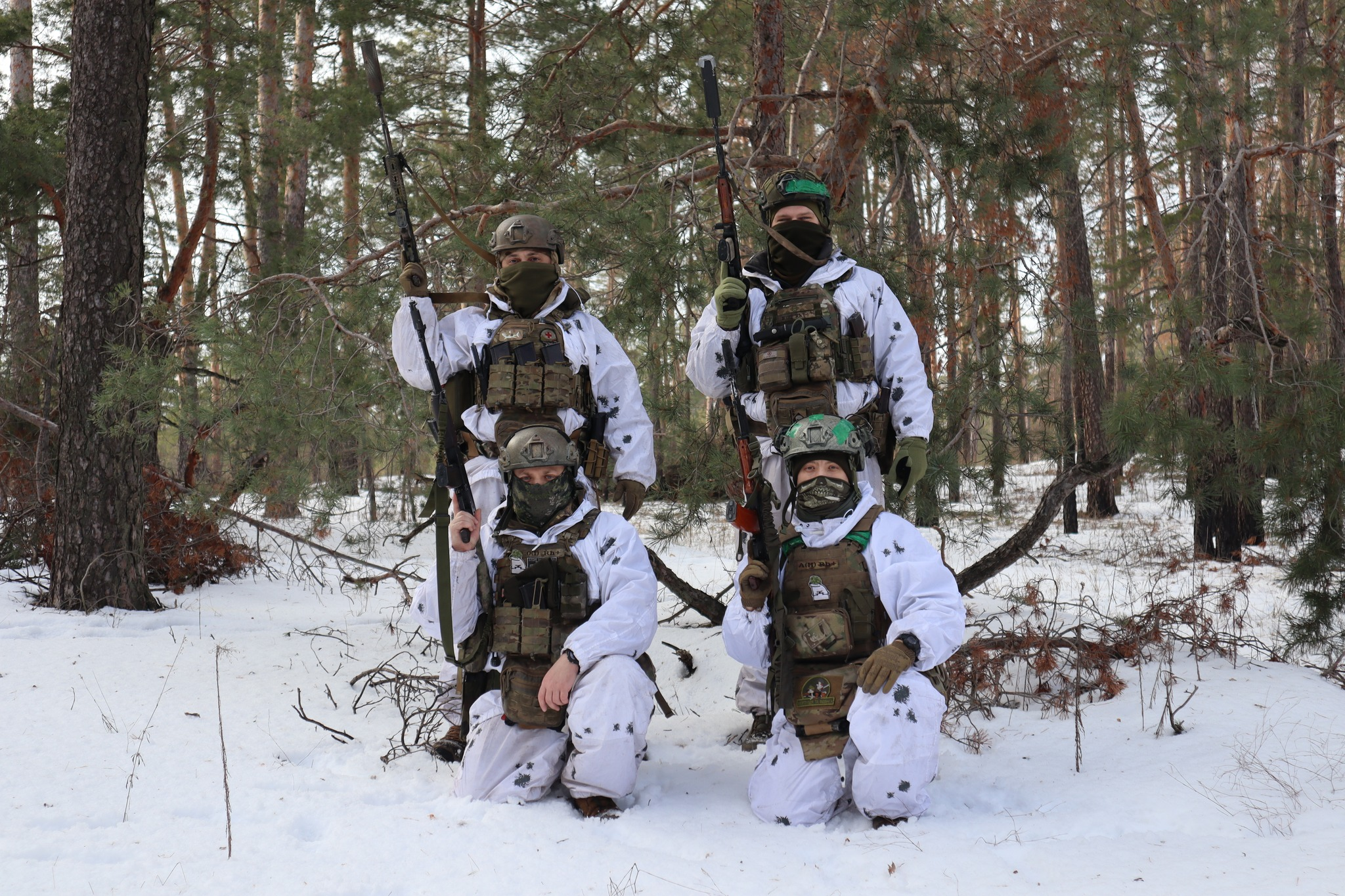
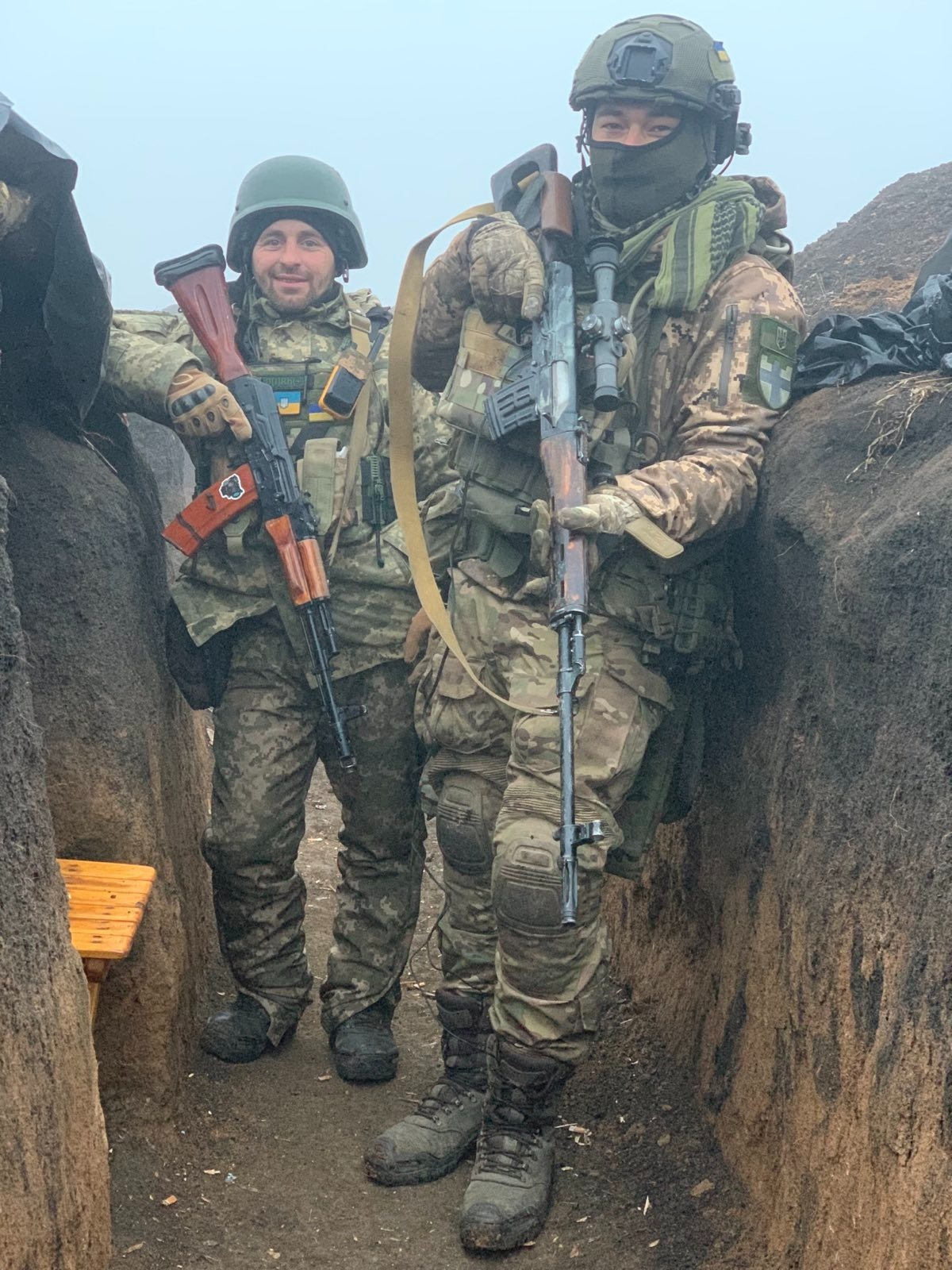

## 編制
- 旅団司令部（ヴォロディームィル）
- 第1機械化大隊
- 第2機械化大隊
- 第3機械化大隊
- 戦車大隊
- 自動車化歩兵大隊
- 小銃大隊
- 旅団砲兵群
  - 本部中隊
  - 第1自走砲大隊
  - 第2自走砲大隊
  - ロケット砲大隊
  - 対戦車砲大隊
- 防空大隊

- 工兵大隊
- 整備大隊
- 兵站大隊
- 偵察中隊
- 電子戦中隊
- 通信中隊
- レーダー中隊
- NBC防護中隊
- 衛生中隊
- 無人システム大隊 VORON

## 第100独立領土防衛旅団編制
- 旅団司令部（ヴォロディームィル）
- 第50独立領土防衛大隊（ラトネ）
- 第51独立領土防衛大隊（カーミニ・カシールシキー）
- 第52独立領土防衛大隊（マネヴィチ）
- 第53独立領土防衛大隊（ルーツィク）
- 第54独立領土防衛大隊（コーヴェリ）
- 第55独立領土防衛大隊（ヴォロディームィル）

- 火力支援中隊
- 迫撃砲中隊
- 対破壊工作中隊
- 戦闘・後方支援隊
- 衛生隊
- 無人機中隊 VORON 100